# Coelotes striatilamnis
Coelotes striatilamnis là một loài nhện trong họ Amaurobiidae.
Loài này thuộc chi Coelotes. Coelotes striatilamnis được miêu tả năm 2001 bởi Ovtchinnikov.